# Joan Capdevila
Joan Capdevila Méndez, född 3 februari 1978 i Tàrrega, Katalonien, mer känd som Capdevila, är en spansk före detta fotbollsspelare.  

## Klubbkarriär
Joan Capdevila kom genom RCD Espanyols ungdomssystem, och gjorde under säsongen 1998/99 sin debut för seniorlaget mot Athletic Bilbao, en bortamatch som slutade 2–2. Capdevila gjorde ytterligare tre framträdanden för klubben innan han följande säsong flyttade över till Atlético Madrid. 
När Atlético Madrid efter säsongen 1999/00 blev nedflyttade till Segunda División tecknade Capdevila istället kontrakt med spanska förstadivisionsklubben Deportivo La Coruña. Han blev i positionen vänsterback snart ordinarie i laget, först med konkurrens från Enrique Romero och senare som det obestridda förstahandsvalet. 
Sommaren 2007 anslöt sig Capdevila till Villarreal, och deltog under säsongen 2007/08 i 36 av klubbens 38 ligamatcher.  
Han blev den 21 juli 2011 klar för portugisiska storklubben Benfica men hann bara spela 13 matcher. Efter många om och men slutade förhandlingarna mellan Benfica och Espanyol i en återvändo till moderklubben Espanyol.

## Internationell karriär
Den 16 oktober 2002 gjorde Capdevila sin landslagsdebut för Spanien, i en match mot Paraguay där slutresultatet blev 0–0. 
Han gjorde sitt första mål för nationen den 17 november 2007, i ett EM-kvalspel mot Sverige. 
Den 6 februari 2008 gjorde Capdevila segermålet i en vänskapsmatch mot Frankrike. 
Han var också uttagen i Spaniens EM-trupp 2008, då Spanien tog guld och Capdevila själv spelade i fem av sex matcher i turneringen. Han vann även VM 2010 med Spanien där han var en nyckelspelare, och han var den enda spelaren i finalen som varken tillhörde Barcelona eller Real Madrid.